# أمير حسين
أمير حسين مواليد 1961 في العراق، هو ملاكم عراقي محترف. شارك في دورة الألعاب الأولمبية الصيفية سنة 1988.

## روابط خارجية
- أمير حسين على موقع أوليمبيديا (الإنجليزية)